# 生活協同組合愛媛県労働者住宅協会
生活協同組合愛媛県労働者住宅協会（せいかつきょうどうくみあいえひめけんろうどうしゃじゅうたくきょうかい）は、愛媛県松山市宮田町にある住宅生活協同組合。

## 概要
1967年5月、財団法人日本労働者住宅協会県支部が生活協同組合愛媛県労働者住宅協会（労住協）として再発足して誕生した。同年六月労住協の第一回通常総会を開いたが、組合員322名、出資口数347口、出資金34万7,000円であった。
理事長は兵頭康宏。

## 主な分譲地
- 市坪南団地（松山市市坪町）
- いつき団地（松山市堀江町）
- 高岡団地（松山市高岡町）
- 松尾団地（松山市福角町）
- 松神子団地（新居浜市松神子）
- 元船木団地（新居浜市船木）